# بيلاتا مورينو
بيلاتا مورينو (بالإنجليزية: Belita Moreno)‏ هي ممثلة أمريكية، ولدت في 1 نوفمبر 1949 بدالاس في الولايات المتحدة.

## وصلات خارجية
- بيلاتا مورينو على موقع IMDb (الإنجليزية)
- بيلاتا مورينو على موقع قاعدة بيانات برودواي على الإنترنت (الإنجليزية)
- بيلاتا مورينو على موقع إن إن دي بي (الإنجليزية)
- بيلاتا مورينو على موقع قاعدة بيانات الفيلم (الإنجليزية)